# Alfred Louis Kroeber
Alfred Louis Kroeber (Hoboken, Nova Jersey, 1876 - París, 1960) fou un antropòleg nord-americà, doctorat en antropologia a la Universitat de Colúmbia el 1901, on fou alumne de Franz Boas. D'ací marxà a la Universitat de Berkeley (Califòrnia), on fou professor bona part de la seva vida.
És considerat un dels principals impulsors de l'antropologia cultural als EUA, i el seu interès es projectà en camps tan diversos com el parentiu, el folklore, l'art, la lingüística o l'arqueologia. Va dirigir expedicions arqueològiques a Mèxic, Nou Mèxic i el Perú. També va investigar el darrer indi yana, Ishi. La seva segona esposa, Theodora Kroeber, va escriure sobre ell en Ishi in two worlds. Endemés, ell i Roland Dixon foren els artífexs de l'establiment de la divisió lingüística de les llengües ameríndies, principalment dels penutià i hoka-sioux.
En el terreny teòric, intentà de trobar regularitats en el desenvolupament de les cultures i elaborà la noció d'àrea cultural. De la seva obra, molt variada i extensa, en destaca Anthropology (1923), Cultural and Natural Areas of Native North America (1939), en què definí les àrees culturals en les quals són dividides les tribus ameríndies nord-americanes, Configurations of Culture Growth (1945) i The Nature of Culture (1952).
Fou pare de l'escriptora Ursula K. Le Guin.

## Obres
- "Indian Myths of South Central California" (1907), in University of California Publications in American Archaeology and Ethnology 4:167-250. Berkeley (Six Rumsien Costanoan myths, pp. 199–202); online at Sacred Texts.
- "The Religion of the Indians of California" (1907), in University of California Publications in American Archaeology and Ethnology 4:6. Berkeley, sections titled "Shamanism", "Public Ceremonies", "Ceremonial Structures and Paraphernalia", and "Mythology and Beliefs"; available at Sacred Texts
- Handbook of the Indians of California (1925), Washington, D.C: Bureau of American Ethnology Bulletin No. 78
- The Nature of Culture (1952). Chicago.
- with Clyde Kluckhohn: Culture. A Critical Review of Concepts and Definitions (1952). Cambridge.
- Anthropology: Culture Patterns & Processes (1963). New York: Harcourt, Brace & World.